# Digitaria cardenasiana
Digitaria cardenasiana är en gräsart som beskrevs av Gir.-cañas. Digitaria cardenasiana ingår i släktet fingerhirser, och familjen gräs. Inga underarter finns listade i Catalogue of Life.